# Ẇ
Cette page contient des caractères spéciaux ou non latins. S’ils s’affichent mal (▯, ?, etc.), consultez la page d’aide Unicode.
Ẇ (minuscule : ẇ), appelé W point suscrit, est une lettre additionnelle latine, utilisée dans certaines romanisations ALA-LC.
Il s’agit de la lettre W diacritée d’un point suscrit.

## Utilisation
Dans la romanisation ALA-LC de l’alphabet cyrillique des langues non slaves, le w point suscrit ‹ ẇ › est utilisé pour translittérer le schwa ‹ ә › représentant la labialisation de la consonne qui le précède, par exemle ‹ гә › [ɡʷ] est translittéré ‹ gẇ ›.

## Représentations informatiques
Le W point suscrit peut être représente avec les caractères Unicode suivants :
- précomposé (latin étendu B) :

| formes    | représentations | chaînes de caractères | points de code | descriptions                            |
| --------- | --------------- | --------------------- | -------------- | --------------------------------------- |
| capitale  | Ẇ               | Ẇ                     | U+1E86         | lettre majuscule latine w point en chef |
| minuscule | ẇ               | ẇ                     | U+1E87         | lettre minuscule latine w point en chef |

- décomposé (latin de base, diacritiques) :

| formes    | représentations | chaînes de caractères | points de code | descriptions                                        |
| --------- | --------------- | --------------------- | -------------- | --------------------------------------------------- |
| capitale  | Ẇ               | W◌̇                    | U+0057 U+0307  | lettre majuscule latine w diacritique point en chef |
| minuscule | ẇ               | w◌̇                    | U+0077 U+0307  | lettre minuscule latine w diacritique point en chef |